# Technical Excellence Awards
Technical Excellence Awards är utmärkelser som delas ut varje år sedan 1984 av PC Magazine. Det finns två klasser, Person of the Year och Lifetime Achievement, samt ibland specialklasser.

## Person of the Year
- 2004 - ?
- 2003 - ?
- 2002 - Sergey Brin och Larry Page
- 2001 - Jim Allchin
- 2000 - Shawn Fanning
- 1999 - Linus Torvalds
- 1998 - Jerry Yang och David Filo
- 1997 - James Gosling och gruppen bakom Java
- 1996 - Marc Andreessen och Jim Barksdale
- 1995 - Brad Silverberg och gruppen bakom Windows 95
- 1994 - Jim Manzi och Ray Ozzie
- 1993 - Andrew Grove
- 1992 - Michael Dell, Dell
- 1991 - Philippe Kahn, Borland
- 1990 - Finis Conner, Conner Peripherals och Terry Johnson, PrairieTek
- 1989 - Joseph Canion, Compaq
- 1988 - Designgruppen bakom Intel 80386 (John Crawford, Patrick Gelsingers, Riz Haq, Gene Hill, Jan Wiliam L. Prak och David Vannier)

## Lifetime Achievement
- 2004 - ?
- 2003 - ?
- 2002 - Jerry Sanders
- 2001 - Michael Dell
- 2000 - Jeff Hawkins
- 1999 - Bill Joy
- 1998 - Dr. Tim Berners-Lee
- 1997 - Steven Jobs
- 1996 - Ted Hoff, Federico Faggin, Stan Mazor, och Masatoshi Shima
- 1995 - Bill Gates och Paul Allen
- 1994 - Vinton Cerf och Bob Kahn
- 1993 - Jack St. Clair Kilby och Robert Noyce
- 1992 - Raymond Noorda, Novell
- 1991 - Daniel Bricklin och Robert Frankston
- 1990 - Adele Goldberg
- 1989 - John Warnock, Adobe Systems
- 1988 - Dennis Ritchie AT&T Bell Laboratories
- 1987 - Douglas Engelbart, McDonnell Douglas Information Systems Group

## Person of the PC Decade
- 1991 - Philip Estridge

## Special Award
- 1986 - Bill Gates, Microsoft
- 1985 - Michael E. Brown